# 愚人船

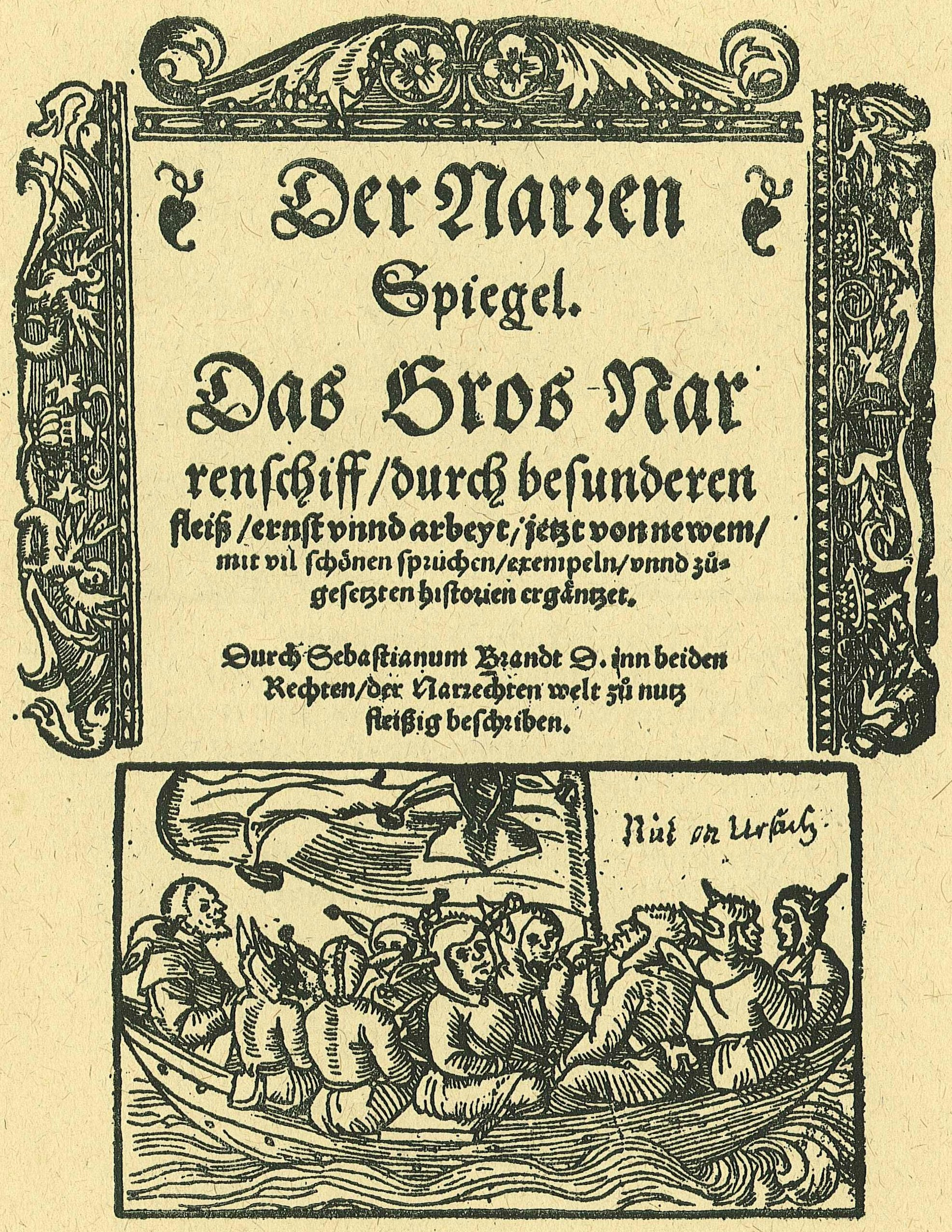
1549年版的《愚人船》封面。

《愚人船》（德語：Das Narrenschiff），是亞爾薩斯作家塞巴斯蒂安·布兰特於1494年在巴塞爾所出版的諷刺詩，它以德文寫成，全詩共占7308行，112個章節。1497年，该作品译成拉丁文。此后，出现许多模仿作品，布兰特因此被认为是「愚人文学」的创始人。也稱阿呆船。
《愚人船》以諷刺口吻呈現出世界充满各种愚蠢和弊病的狀況。愚人船上有111个愚人，性格各异，各自代表愚蠢的一种，其中有守财奴、诽谤者、酒鬼、通奸者、放荡不羁者、曲解圣经者等。

## 中譯本
- 曹乃云譯，《愚人船》，桂林：廣西師範大學出版社，2018。